# Ikarus 60
Az Ikarus 60 1952 és 1959 között, közel 2000 példányban készült főként városi, kisebb mértékben távolsági autóbusz, mely az 1960-as években a budapesti autóbuszközlekedés egyik alaptipusa volt. A Fővárosi Autóbuszüzem (A BKV egyik elődje) saját műhelyében pótkocsis, csuklós, trolibusz, pótkocsis és csuklós trolibusz átépítései is készültek. 

## Története
Az Ikarus 60 autóbuszt az első ötéves terv célkitűzései szerint a mátyásföldi Ikarus Gyárban a Csepel Autógyár és a Steyr együttműködése alapján tervezték meg 1951-ben. Trolibuszváltozata az Ikarus 60T.
A Kohó-és Gépipari Minisztérium, a Magyar Dolgozók Pártja Központi Vezetősége, sőt maga Rákosi Mátyás engedélyét követően 1952-ben kezdte meg a sorozatgyártását az Ikarus.
Abban az időben, egészen 1957-ig a gyár igazgatója Szőcs András, a vezető konstruktőr Zerkovitz Béla, a gyár párttitkára Marián József (aki 1956-ban nyugatra távozott) volt. Rákosi a gyárban tett látogatásakor Zerkovitzot próbálták távoltartani tőle, de amikor kiderült, hogy a bemutatott prototípus tervezője a híres zeneszerző fia, akkor megtört a jég, mivel a pártfőtitkár szerette a Zerkovitz-dalokat. Ilyen és ehhez hasonló tragikomikus előzmények után kapott zöld utat az Ikarus 60.
Az új autóbuszok mintapéldányai 1952 tavaszán kezdték meg a próbafutásokat, oldalukon „Íme a tervgazdálkodás eredménye! Az 1952. évi új autóbuszok mintapéldánya. Tervezte és készítette a magyar ipar” felirattal. A termelés beindulása után a FAÜ járatain is megjelentek az akkori idők fogalmai szerint tágas, kényelmes buszok. Jóval kényelmesebbek, tágasabbak, sőt üzem- és forgalombiztosabbak voltak elődeiknél (TR 3, 5 és 5 NIK, IK 30).
A Rákosi-rendszer idején magánautót csak kivételezett személyek, egyetemi tanárok, kiemelkedő művészek, a rendszer kedvezményezettjei tarthattak, az üzemanyagot jegyre vásárolták, amit hosszadalmas engedélyezési eljárás előzött meg. A vezető állásokban dolgozók, párt- és állami kisebb-nagyobb beosztást betöltőket, vállalati vezetőket viszont hivatali gépkocsi és sofőr illetett meg.
Ezek alapján nem csoda, hogy munkakezdés előtti és utáni csúcsforgalom idején a tömegközlekedésnek hatalmas utasmennyiséggel kellett megbírkóznia. Az Ikarus 60 jól kiállta a próbát, robusztus felépítése, olcsó üzeme, tartóssága miatt közel 25 évig volt főként a fővárosi, kisebb mértékben a távolsági közlekedés igáslova. 
Gazdaságpolitikai megfontolásokból az Ikarus számára előírták, hogy a tipus alvázas és úgynevezett trambusz kialakítású legyen. Ez utóbbi szerint a motor az utasoktól elszeparált vezetőfülke közepére került elhelyezésre. Mivel a kor technikája nem tette lehetővé a motor teljesen a padló alá süllyesztését, ezért az a vezetőfülkében középen, közvetlenül a vezető mellett dolgozott. Előnye volt, hogy a motortér nem ugrott ki a vezetőfülke síkjából, hátránya, hogy sok helyet foglalt az utastér kárára.
A Csepelen készült, járóképes alvázakat lábon, próbasofőrök vitték át a Csepel Autógyárból Mátyásföldre, később ellátási problémák miatt az Ikarus is elkezdett alvázakat építeni. A motor a Csepel 700-ból ismert D 613 jelű, hathengeres dízelmotor volt. Ez nem csendes járásáról, vagy nagy erejéről, hanem gazdaságos üzeméről és megbízhatóságáról volt híres. 
Az erőátviteli rendszer mechanikus tengelykapcsolóból, ötsebességes szinkronizálatlan sebességváltóból és a laprugós hátsó merev tengelyt hajtó kardántengelyből állt. A kormánymű is végtelenül egyszerű, rásegítő nélküli volt. A fékrendszer dobfékeit és a két harmonikaajtót sűrített levegő működtette. A légfékekre a hátfalon felirat figyelmeztette a busz mögötti forgalmat.
Az Ikarus 60-t a MÁVAUT is sokáig használta, a távolsági kivitel egy lengőajtóval, és a némileg hosszabb végáttétellel, valamivel nagyobb végsebességgel járt.
A kézzel kapcsolt váltó, a mechanikus tengelykapcsoló és szintén mechanikus kormány működtetése, az igen zajos, rezgő, nyáron túlmelegedő, motorszagú fülke miatt a vezetés komoly megterhelést jelentett. 
A belső berendezés 20 ülőhelyet és 40 állóhelyet engedett meg, a kalauzülés a hátsó ajtó mellett volt. Az elrendezés még hosszú ideig változatlan maradt, az utódtípusokon, a 620-630-on is. Noha a busz az elődeihez képest kényelmesnek számított, a kisméretű ablakok és a hajlított tető miatt az álló utasok számára a belső tér szűknek hatott.

## A budapesti forgalomban
A Fővárosi Autóbuszüzemnél először 1952-ben került használatba, 0-2-2 ajtó elrendezéssel, 24 ülő és 36 álló utas kapacitással. Budapesten több éves felfutás után a csúcs darabszámot 1959-ben és 1960-ban több, mint ötszáz járművel érte el, ezután lassan fogyatkozni kezdett. Az utolsó Ikarus 60 1966-ban került ki a budapesti forgalomból, az Ikarus 630 fokozatosan váltotta fel.
A FAÜ az 1950-es évek közepén pótkocsis üzemmód bevezetéséről határozott, ami költségmegtakarítást is hozott, hiszen kevesebb fődarab és részegység karbantartására volt szükség. A pótkocsikat régi, kiselejtezett buszokból alakították ki. A vontatott járművek kilengése miatt nehézkes volt a szerelvény manőverezése, ezért a belvárosi forgalomban kevésbé váltak be. A pótkocsival kiegészített trolibuszok az 1960-as évek második feléig jártak, a 75-ös vonalon. 
1960-ban készült el az első csuklósított Ikarus 60. A FAÜ megrendelésére a Gyömrői úti Sallai Főműhelyben 1967-ig készültek a FAÜ csuklós autóbuszok. A normál Ikarus 60-hoz eleinte leselejtezett MÁVAG TR-5 busz utasteret, később leselejtezett Ikarus 60 hátsó részt csatoltak. 
Az átépített buszok kisebb része vidékre és távolsági forgalomba került, többségük Budapesten maradt. Ebből a változatból is készült trolibusz. 1967-ben közel háromszáz csuklós jármű járta az utakat. A csuklós változat a hetvenes évek első felében, fokozatosan tűnt el az utakról, utoljára a 61–62 viszonylatról, helyére a jóval modernebb Ikarus 180 csuklós busz került. Az utolsó IKARUS 60 alapján készült troli 1976-ban került selejtezésre. A tipus közel 25 évig egyik meghatározó eleme volt a budapesti utcaképnek.
A Budapesti Közlekedési Zrt. rendelkezik egy Ikarus 60-as autóbusszal és egy 60T trolibusszal. A busz bizonyos alkalmakkor nosztalgiajáratként közlekedik.